# David H. DePatie
David H. DePatie, eigentlich David Hudson DePatie (* 24. Dezember 1929 in Los Angeles, Kalifornien; † 23. September 2021 in Gig Harbor, Washington) war ein US-amerikanischer Filmproduzent.

## Leben
DePatie wurde als Nachfolger von John W. Burton 1960 Leiter der Warner Bros. Cartoon Division. In seine Zeit bei Warner fallen Werke wie Philbert und The Bugs Bunny Show. Bereits kurze Zeit später entschloss sich Warner, das Animation Studio zu schließen. DePatie war für die Auflösung der Cartoon Division verantwortlich, die eineinhalb Jahre in Anspruch nahm und 1963 abgeschlossen war. Er gründete daraufhin 1963 mit dem Animator Friz Freleng das Filmstudio DePatie-Freleng Enterprises (DFE), das unter anderem die Cartoons um den Rosaroten Panther schuf. Weitere neue Cartoonreihen von DFE umfassten unter anderem Roland, das Blumenkind, Sancho und Pancho, Die blaue Elise, The Blue Racer und Hoot Kloot. Zudem waren sie im Auftrag von Warner an neuen Cartoons um Speedy Gonzales und Daffy Duck beteiligt.
Als Freleng 1980 zu Warner zurückkehrte, die in den 1970er-Jahren ihr Animation Department neu gegründet hatten, verkauften Freleng und DePatie DFE an Cadence Industries, die Muttergesellschaft von Marvel Comics. DePatie wurde Neugründer und Leiter des nun Marvel Productions genannten Filmstudios und gab die Leitung 1984 an Margaret Loesch ab.

## Filmografie (Auswahl)
- 1961: Der Schneehase (The Abominable Snow Rabbit)
- 1961: Der Rattenfänger von Guadeloupe (The Pied Piper of Guadalupe)
- 1961: Allzeit Beep-Beep (Beep Prepared)
- 1961: Nelly’s Folly
- 1962: Mexican Boarders
- 1962: Adventures of the Road Runner
- 1962: Now Hear This
- 1963: Einfälle und Reinfälle (To Beep or Not to Beep)
- 1964: Suspense Account
- 1964: Dr. Devil and Mr. Hare
- 1964–1980: Der rosarote Panther (The Pink Panther Show) (Cartoonserie)
  - 1964: Der rosarote Schmierfink (The Pink Phink)
  - 1964: Rosarot in Pyjama (Pink Pajamas)
  - 1965: Der rosarote Kaufhausspuk (We Give Pink Stamps)
  - 1965: Rosarot auf Noras Arche (Sink Pink)
  - 1965: Der rosarote Bastler (Shocking Pink)
  - 1965: Der rosarote Geheimagent (Pinkfinger)
  - 1966: The Pink Blueprint
  - 1969: Pink-A-Rella
- 1965: It’s Nice to Have a Mouse Around the House
- 1965: Well Worn Daffy
- 1965–1969: Der Inspektor (The Inspector)
- 1968–1971: Roland, das Blumenkind (Roland and Rattfink) (Cartoonreihe)
- 1969–1971: Die blaue Elise (The Ant and the Aardvark) (Cartoonreihe)
- 1969–1972: Sancho und Pancho (Tijuana Toads) (Cartoonreihe)
- 1970: Der Karatekäfer (Hop and Chop)
- 1970: Doctor Doolittle (Cartoonreihe)
- 1972–1974: The Blue Racer (Cartoonreihe)
- 1973–1974: Hoot Cloot
- 1974–1976: The Dogfather (Cartoonreihe)
- 1977: Dr. Seuss – An Halloween kommt Grinch (Halloween Is Grinch Night) (TV)
- 1977: What’s New, Mr. Magoo? (Cartoonreihe)
- 1978: The Fantastic Four (Cartoonreihe)

## Auszeichnungen
- 1965: Oscar, Bester animierter Kurzfilm, für Der rosarote Schmierfink
- 1967: Oscarnominierung, Bester animierter Kurzfilm, für The Pink Blueprint
- 1975: Daytime-Emmy-Nominierung für Der rosarote Panther
- 1975: Emmy-Nominierung für The Hoober-Bloob Highway
- 1977: Daytime Emmy für Junge Schicksale (ABC Afterschool Specials)
- 1978: Emmy für Dr. Seuss – An Halloween kommt Grinch
- 1980: Emmy-Nominierung für Pink Panther in the Olym-pinks sowie Pontoffel Pock, Where Are You?
- 1982: Emmy für The Grinch Grinches the Cat in the Hat